# Großhöbing

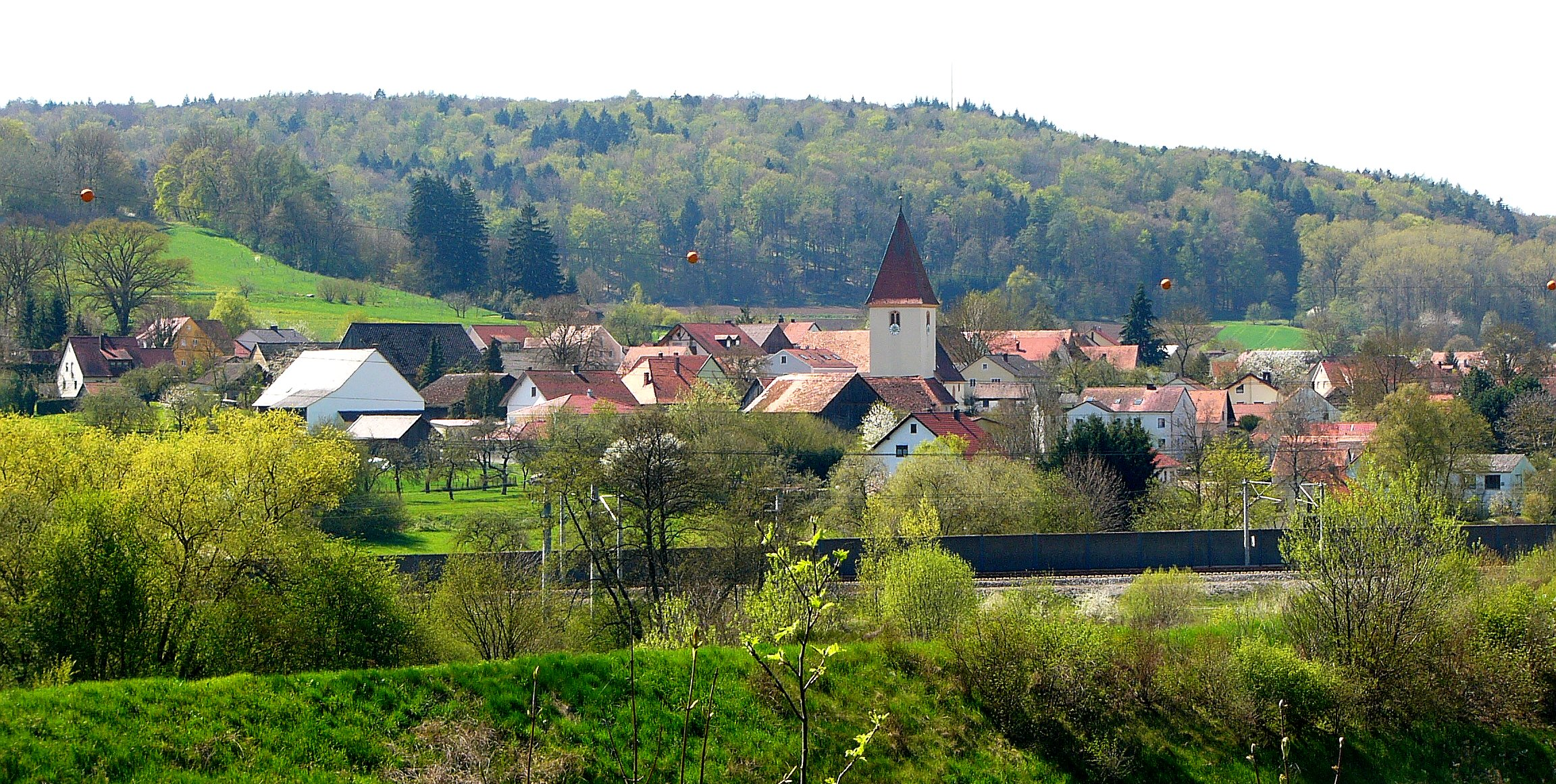
Blick auf Großhöbing von der St. 2227 aus

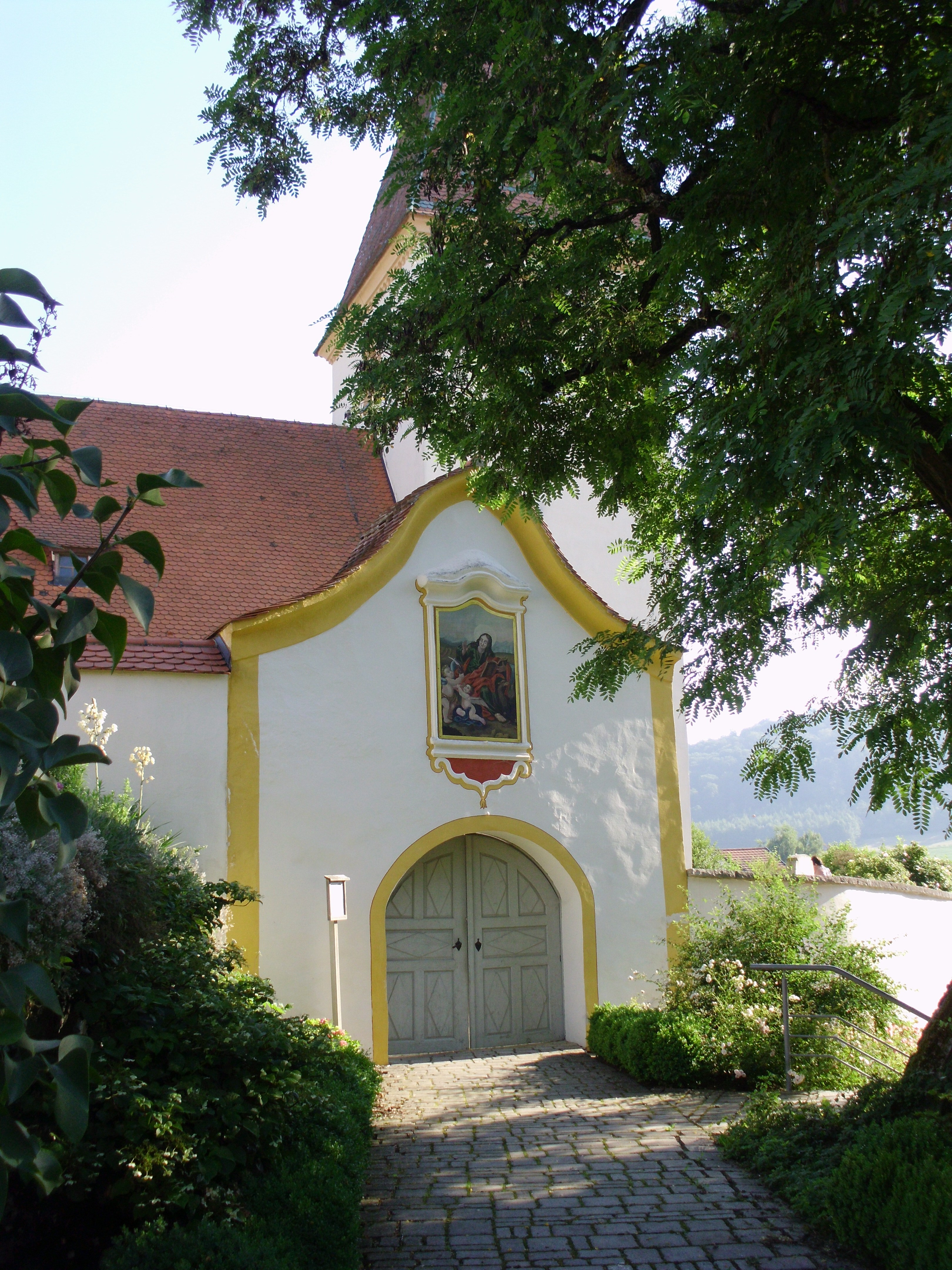
Friedhofseingang mit Gemälde des Kirchenpatrons

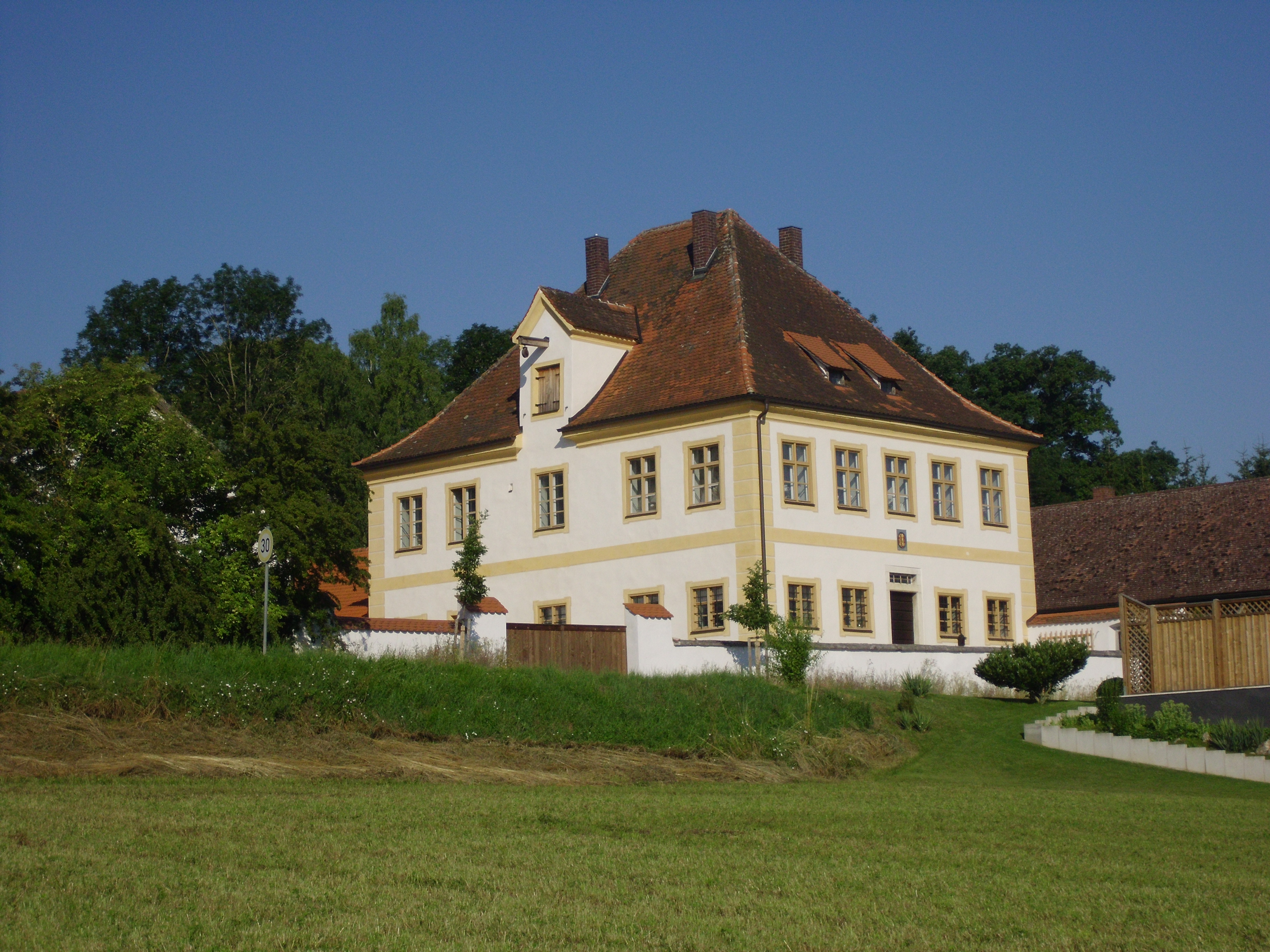
Baudenkmal ehemaliger Pfarrhof

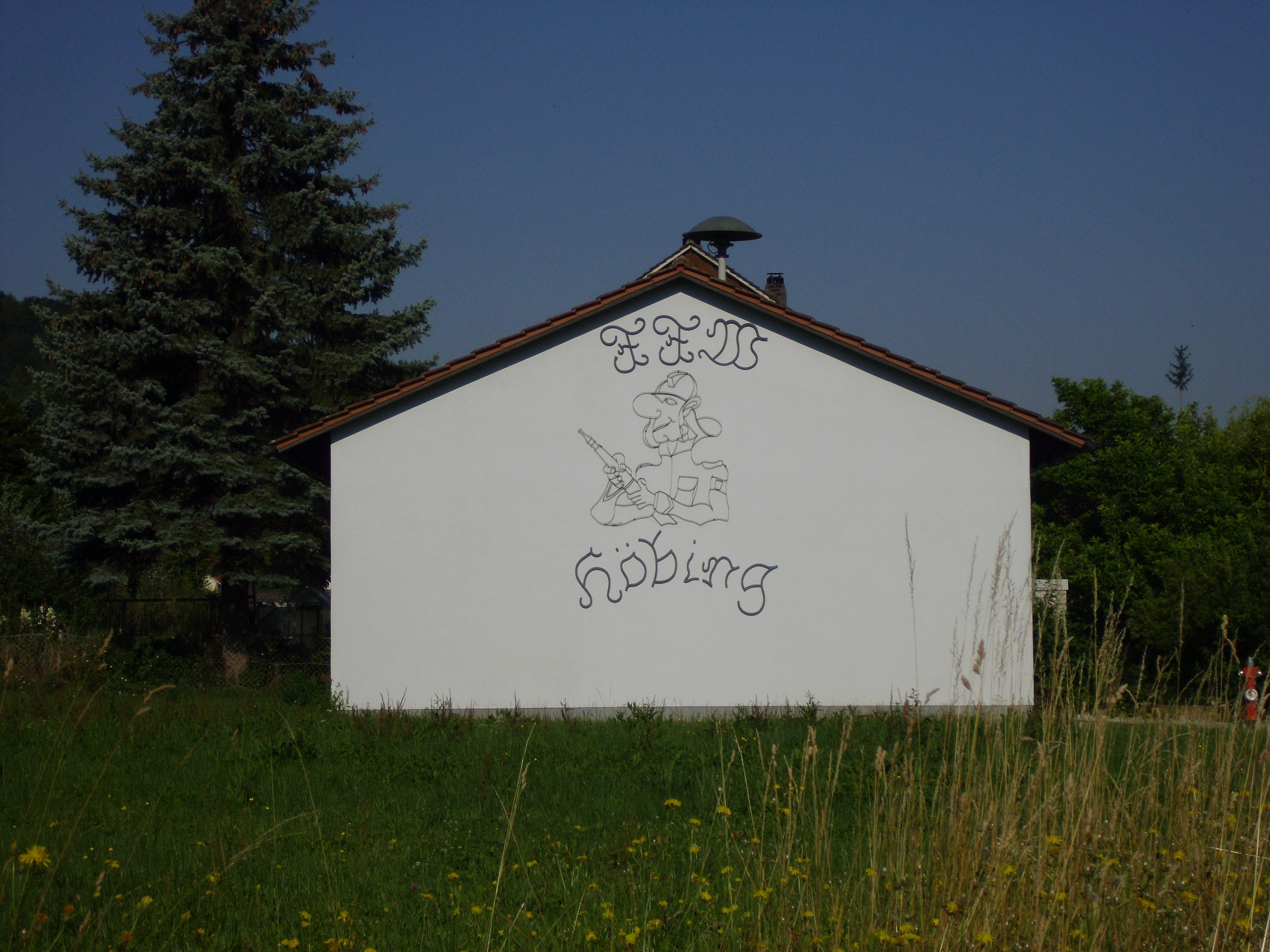
Feuerwehrhaus

Großhöbing ist ein Gemeindeteil der Stadt Greding im Landkreis Roth (Mittelfranken, Bayern). Die Gemarkung Großhöbing hat eine Fläche von 4,763 km² und ist in 740 Flurstücke aufgeteilt, die eine durchschnittliche Flurstücksfläche von 6436,76 m² haben. In ihr liegen neben dem namensgebenden Ort die Gemeindeteile Günzenhofen, Steinmühle und Wildbad.

## Lage
Das Pfarrdorf liegt im Westen des Gemeindegebietes, rund 5,5 Kilometer nordwestlich von Greding, direkt an der Schnellfahrstrecke Nürnberg–Ingolstadt und der Bundesautobahn 9. Es geht baulich in den westlichen Nachbarort Kleinhöbing über, der zur Gemeinde Thalmässing gehört. Die Staatsstraße 2227 von Thalmässing nach Greding führt nördlich vorbei.

## Geschichte
Als „-ing“-Ort gehört Höbing (in älterer Schreibweise Hebingen/Hebing) zu der im Laufe des 5. Jahrhunderts von Süden her kommenden bajuwarischen Siedlungsphase. Erstmals erwähnt ist der Ort im Jahr 1119 in einem späteren Eintrag in das Pontifikale Gundekarianum, der besagt, dass Bischof Udalrich II., der als Bischof von Eichstätt von 1111 bis 1125 regierte, dem Domkapitel Besitz in „Meckenloh (= Möckenlohe) et Hebingen“ gab. Von 1129 bis 1333 sind Ortsadelige nachweisbar. So gab 1130 Karl von Höbing dem Kloster Berchtesgaden Güter unter anderem in Höbing. Gleichzeitig gaben Herrant und Arnold von Au dem Kloster Güter zu Höbing; die Mühle zu Höbing gab Odalrich von Inningen. Für ihren Besitz unterhielt das Kloster eine Propstei in Höbing, die sogenannte Mönchspropstei. 1147 kam es zwischen dem Kloster und dem Hochstift Eichstätt bzw. dem Domkapitel zu einem Streit um eine Kapelle St. Peter und Paul zu Höbing, die von Ortsadeligen ebenfalls dem Kloster überlassen wurde.
1179 wird die Kirche St. Johannes Evangelist zu Großhöbing als domkapitelscher Besitz bezeichnet. 1411 verkaufte das Kloster Berchtesgaden seinen Besitz in Höbing an das Kloster Kastl; 1457 veräußerte das Kloster Kastl Dorf und Schloss Mönchshöbing an das Eichstätter Domkapitel. 1602 wird Großhöbing als domkapitelsches Dorf bezeichnet; der Richter wohnte in Kleinhöbing. Das domkapitelsche Gericht war für den domkapitelschen Besitz von 24 Orten zuständig und unterstand dem Domkapitel-Richteramt in Eichstätt als Zentrale für den gesamten domkapitelschen Besitz, etwa 550 Untertanen in 88 Orten. Der domkapitelsche Kasten für Großhöbing war derjenige von Berching. In Großhöbing wurden auch Ehehaften mit dem domkapitelschen Richter abgehalten. Eine weitere in Großhöbing angesiedelte kirchliche Behörde war ein Heiligenfaktor für das Rechnungswesen von Kirchenstiftungen; das Amt wurde in Personalunion vom Kastner ausgeübt.
Im Dreißigjährigen Krieg wüteten sowohl kaiserliche als auch schwedische Soldaten in Höbing. Viele Bewohner flüchteten in dieser Zeit nach Greding.
1766 wird ein vom Domkapitel und der Gemeinde gemeinsam unterhaltenes Schulhaus erwähnt. Gegen Ende Alten Reiches, um 1800, bestand Großhöbing aus 22 domkapitelschen Untertanen, die auf dem Meierhof und auf 21 weiteren Anwesen saßen, und einem Untertan des Spitalamtes Nürnberg, der ein Gütlein innehatte. An nicht zinspflichtigen Gebäuden gab es die Kirche, den Pfarrhof, das domkapitelsche Richteramtshaus und das Amtsknechtshaus sowie den Zehentstadel. Hochgerichtlich unterstand der Ort dem bischöflichen Richteramt Greding, während die Dorf- und Gemeindeherrschaft vom Richteramt Großhöbing ausgeübt wurde.
Infolge des Reichsdeputationshauptschlusses kam Großhöbing 1802 mit dem säkularisierten Unteren Hochstift an den Großherzog Erzherzog Ferdinand III. von Toskana und 1806 an das Königreich Bayern und darin in das Landgericht Raitenbuch und 1812 in das Landgericht und Rentamt Greding. Infolge des Gemeindeedikts wurde 1808 der Steuerdistrikt Großhöbing gebildet, zu dem Günzenhofen gehörte, und 1811 die gleichnamige Ruralgemeinde gebildet, die deckungsgleich mit dem Steuerdistrikt war. Mit dem Zweiten Gemeindeedikt zum 17. August 1818 wurden das Pfarrdorf Großhöbing, der Weiler Günzenhofen und die beiden Einöden Steinmühle und Wildbad zur Ruralgemeinde Großhöbing zusammengeschlossen.
1875 hatte die Gemeinde in ihren vier Orten insgesamt 214 Einwohner. In Großhöbing selber wohnten 151 Personen; der Viehbestand umfasste im Dorf 20 Pferde und 112 Stück Rindvieh. 1888 baute die Gemeinde einen Schulsaal und 1905 nach Abbruch des alten Schulhauses auf Gemeindegrund ein neues Schulhaus. Noch im 20. Jahrhundert war der Lehrer zugleich Organist und Kantor. Eingeschult waren Günzenhofen, Wildbad, Schutzendorf und Kleinhöbing. Ab 1921 betreute eine Krankenschwester vom III. Orden in München von Untermässing aus auch Großhöbing.
Den Zweiten Weltkrieg überstand der Ort weitgehend ohne direkte Schäden. Danach waren in Großhöbing um die 50 Heimatvertriebene untergebracht, die meisten verteilten sich bald auf die Umgebung.
1962/63 wurde ein neues Schulhaus gebaut, das zeitweilig von der Volksschule Obermässing genutzt wurde und mittlerweile abgerissen wurde. Die ehemals eigenständige Gemeinde mit ihren Ortsteilen Günzenhofen, Steinmühle und Wildbad wurde 1971 im Zuge der Gemeindegebietsreform nach Greding eingegliedert. In den 1980er Jahren wurde das Umspannwerk Großhöbing installiert.
1993 wurden Straßennamen anstelle der alten Hausnummern eingeführt.

### Einwohnerentwicklung des Pfarrdorfes Großhöbing
- 1823: 148 Einwohner in 25 Anwesen[13]
- 1871: 151 Einwohner, 95 Gebäuden[14]
- 1937: 145 Einwohner[18]
- 1950: 198 Einwohner in 28 Anwesen[13]
- 1987: 164 Einwohner in 42 Anwesen bei 47 Wohnungen[19]
- 2016: 172 Einwohner

## Baudenkmäler

### Katholische Pfarrkirche St. Johannes Evangelist

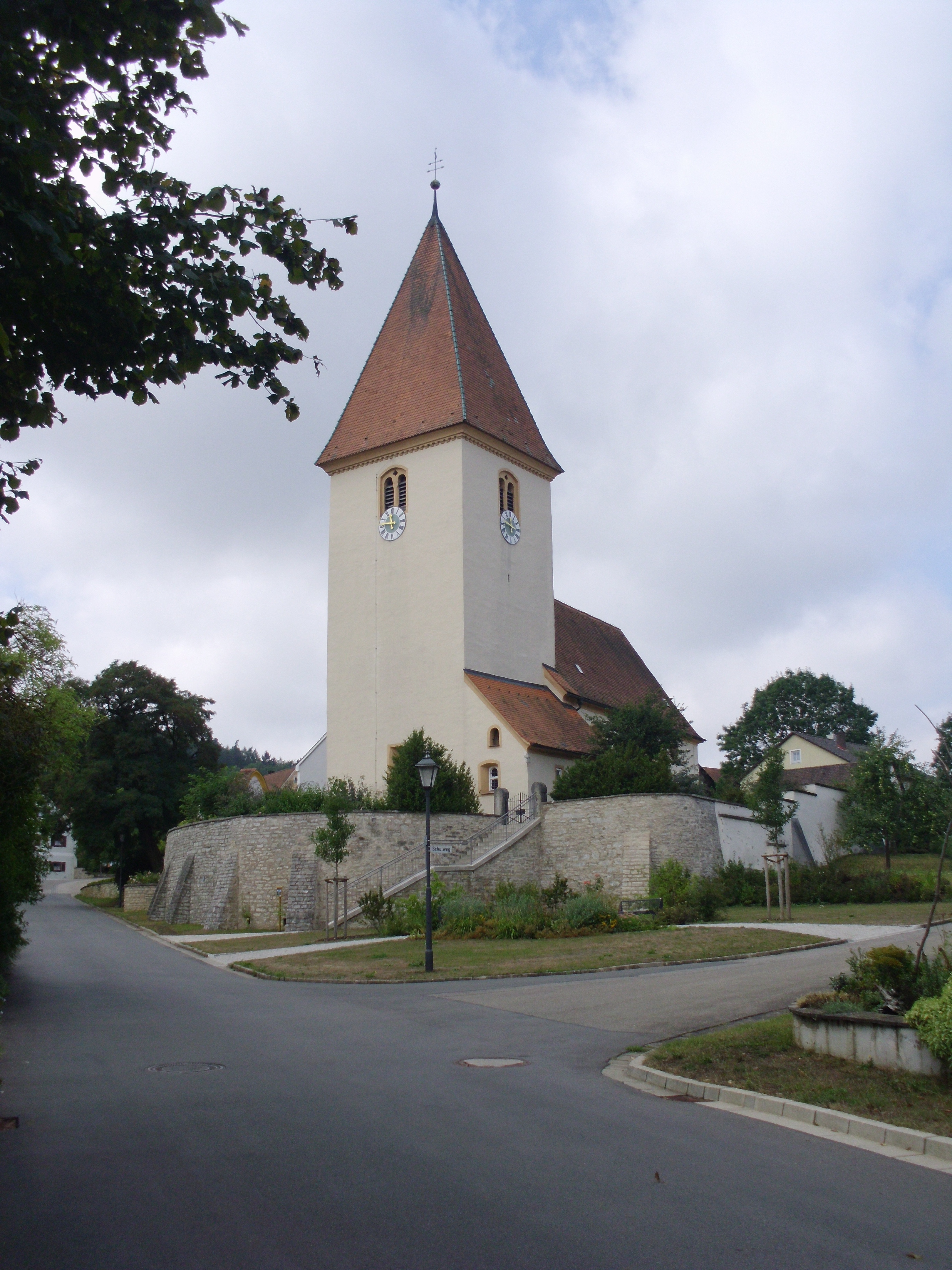
Pfarrkirche St. Johannes Evangelist

Die Pfarrkirche St. Johannes Evangelist ist eine mittelalterliche Chorturmanlage. 1618 wurde durch das Eichstätter Domkapitel der mittelalterliche Kirchturm erhöht und ein neues Kirchenschiff von 14,4 × 7 Metern angebaut. Die Kanzel wurde um 1700 geschaffen, die Evangelistenbilder auf dem Korpus sind jüngeren Datums. 1730 und 1741 wurden neue Barock-Altäre gestiftet. 1876 kam – vorübergehend – ein von Kunstmaler Holzner aus Amberg geschaffenes Altarbild in den Hochaltar.
Die Friedhofsummauerung mit ihrem Torbogen stammt aus dem 17./18. Jahrhundert.

#### Orgel
Die Orgel ist das Opus 184 vom Orgelbau Bittner. Sie baute 1926 eine Orgel in das Gehäuse von 1618. Sie hat zwei Manuale und ein Pedal. Die Traktur ist pneumatisch.
| Manual I       |       |
| Mixtur 3fach   | 2 ⁄3′ |
| Oktav          | 4′    |
| Flauto amabile | 8′    |
| Gamba          | 8′    |
| Prinzipal      | 8′    |

| Manual II      |    |
| Liebl. Gedeckt | 8′ |
| Salizional     | 8′ |
| Gemshorn       | 4′ |

| Pedal    |     |
| Zartbass | 16′ |
| Surbass  | 16′ |

- Koppeln: Manual Koppel II-I, Pedal-Koppel I, Pedal-Koppel II, Unteroktav Koppel II-I, Oberoktav Koppel II-I

#### Geläut
Die Pfarrkirche besitzt ein vierstimmiges Geläut.
| Glocke           | Schlagton | Gewicht | Durchmesser | Herstellungsjahr | Glockengießer                                       |
| ---------------- | --------- | ------- | ----------- | ---------------- | --------------------------------------------------- |
| Johannesglocke   | g'+0      | 518 kg  | 101 cm      | 1950             | Karl Czudnochowsky, Erding                          |
| Josefsglocke     | a'+0      | 354 kg  | 90 cm       | 1950             | Karl Czudnochowsky, Erding                          |
| Herz-Jesu-Glocke | c''+2     | 186 kg  | 73 cm       | 1950             | Karl Czudnochowsky, Erding                          |
| Marienglocke     | e''-6     | 190 kg  | 68 cm       | 1475–1525        | unbekannt, eventuell Familie Glockengießer Nürnberg |

### Weitere Baudenkmäler
Außer der Pfarrkirche gelten als Baudenkmäler das mit „1817“ bezeichnete ehemalige Bauernhaus in der Alten Dorfstraße 8, der mit „1718“ bezeichnete und mit dem domkapitelschen Wappen geschmückte ehemalige Pfarrhof im Pfarrweg 10 – vielleicht eine Schöpfung von Gabriel de Gabrieli – und eine wohl aus dem 18. Jahrhundert stammende Wegkapelle.
An der Einfahrt zur Staatsstraße steht das historische Steinkreuz bei Großhöbing.